# I Am Dina
I Am Dina (Jeg er Dina) è un film del 2002 diretto da Ole Bornedal, tratto dal romanzo Dina signora di Reinsnes (Dinas bok) di Herbjørg Wassmo.

## Cast
Il film è recitato in lingua inglese da un cast internazionale, che include attori scandinavi (le svedesi Maria Bonnevie e Pernilla August, il norvegese Bjørn Floberg, i danesi Mads Mikkelsen e Søren Sætter-Lassen) e non (il francese Gérard Depardieu, i britannici Christopher Eccleston e Hans Matheson).

## Distribuzione
In Italia il film non è uscito nelle sale cinematografiche, ma è stato distribuito direttamente in home video da Mondo Home Entertainment nel 2008.

## Riconoscimenti
- 2002 - Montreal World Film Festival
  - Miglior attrice (Maria Bonnevie)
  - People's Choice Award
- Premi Robert 2003
  - Miglior fotografia
  - Miglior scenografia
  - Migliori costumi
  - Miglior trucco
  - Miglior suono